# Jessica Ennis-Hill

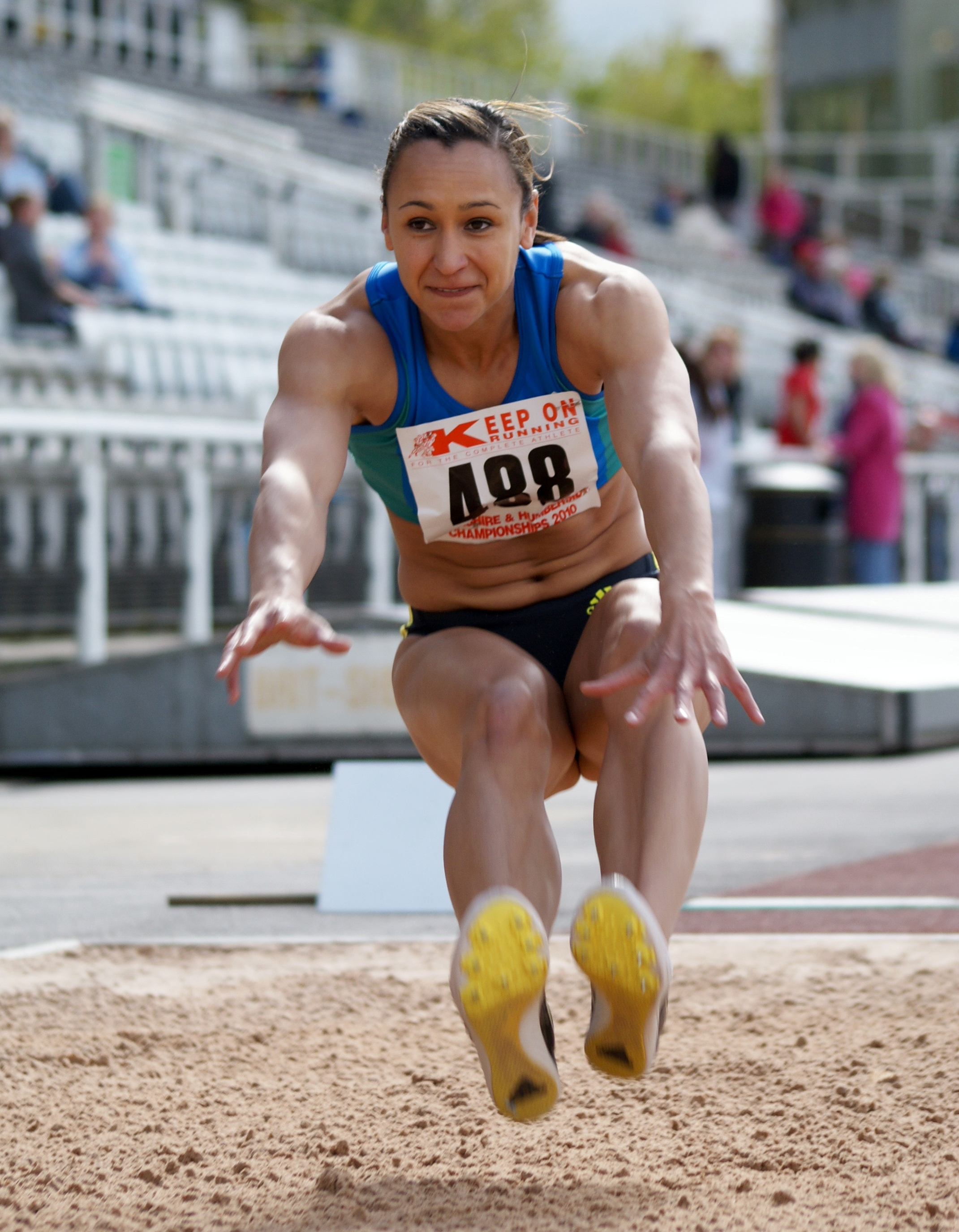
Tyronea Ennis.

Tyronea Ennis-Hill DBE (Sheffield; 28 de enero de 1986) es una exatleta de pista y campo británica, especializada en disciplinas multi-concurso completo y 100 metros vallas. Una miembro de la City of Sheffield Athletic Club, fue campeona olímpica de heptatlón. También fue campeona del mundo, de Europa y también en pista cubierta. Ganó el campeonato del mundo, por la primera vez, en 2009.
Ostenta el récord nacional británico para el heptatlón, pentatlón cubierto, los 100 metros vallas y el salto de altura al aire libre. Anunció su retirada del atletismo el 13 de octubre de 2016.